# ENERGY☆SMILE
「ENERGY☆SMILE」（エナジースマイル）は、大橋彩香の2枚目のシングル。2015年2月25日にLantisから発売された。

## 音楽性
発売が卒業や入学、上京などの新生活が始まる時期に近いことから、楽曲のコンセプトは、そういった新しいスタートを切る人たちを元気付けるような応援歌としている。また、前作と異なり、打ち込みでなく生バンドによる演奏で、より応援歌に近くしている。
大橋はサビを特に気に入り、歌詞が、自らがステージで歌う際の感情などととても合致していて、非常に共感できると述べている。また、力強く歌おうとしたが息継ぎをする箇所が少なく、非常に苦労したとも述べており、そこが聴きどころだとしている。
カップリング曲「にゃんダフルらぶ」は、飼い主へ恋した猫の想いの歌っている。大橋自身が前にオスの猫を飼っていたことからオスの猫の気分で、さらにかわいい成分を絞り出して歌ったという。また、歌詞は甘々だが、演奏はおしゃれでかっこよく、そのギャップが魅力だと評価している。
「Pray for link」は大橋の楽曲では、初のバラード曲である。普段は声を張って歌うことが多いが、この曲に関しては落ち着いた感じで大人っぽく歌うのが難しかったと述べている。
CDジャーナルは、表題曲はエネルギッシュでフレッシュな大橋彩香の魅力を満載した渾身のナンバーに、「Pray for link」は優しさあふれるバラードに仕上がっていると評価した。

## シングルリリース
本人名義のシングルとしては「YES!!」に続き、約7ヶ月ぶりのリリースとなる。販売形態は、彩香盤（LACM-14313）、通常盤（LACM-14314）の2種。
彩香盤には表題曲のMVとそのメイキング映像が収録されたDVDが同梱されている。MVは楽曲のコンセプトに合わせ、大橋が「エネスマ引越しセンター」の従業員になり、荷物を運び出して引越しを完了させるという内容になっている。このMVで大橋は初めてダンスしながらのリップシンクに挑戦した。

## 収録内容
| #         | タイトル                        | 作詞       | 作曲              | 編曲      | 時間  |
| --------- | ------------------------------- | ---------- | ----------------- | --------- | ----- |
| 1.        | 「ENERGY☆SMILE」                | 真崎エリカ | 増谷賢            | 増谷賢    | 4:23  |
| 2.        | 「にゃんダフルらぶ」            | 三宅光幸   | TAKAROT、三宅光幸 | TAKAROT   | 4:24  |
| 3.        | 「Pray for link」               | 真崎エリカ | Kon-K             | Kon-K     | 4:53  |
| 4.        | 「ENERGY☆SMILE」(Off Vocal)     |            |                   |           | 4:23  |
| 5.        | 「にゃんダフルらぶ」(Off Vocal) |            |                   |           | 4:23  |
| 6.        | 「Pray for link」(Off Vocal)    |            |                   |           | 4:53  |
| 合計時間: | 合計時間:                       | 合計時間:  | 合計時間:         | 合計時間: | 27:19 |

| #  | タイトル                       | 作詞 | 作曲・編曲 |
| -- | ------------------------------ | ---- | ---------- |
| 1. | 「ENERGY☆SMILE」(Music Video)  |      |            |
| 2. | 「ENERGY☆SMILE」(Making Video) |      |            |